# Bram
Bram es una localidad y comuna francesa situada en el departamento del Aude y la región de Languedoc-Roussillon, en el límite oriental de la antigua región histórica del Lauragais, a medio camino entre Carcasona y Castelnaudary; también a mitad de trayecto entre la Montaña Negra y los Pirineos.
A sus habitantes se les denomina con el gentilicio en francés de Bramais.
Es destacable por su estructura urbanística circular (castrum), típica de varias poblaciones de la Edad Media en el Midi francés, con la iglesia situada en el centro en esta población en concreto en la actualidad. 

## Estructura urbanística
La localidad se organiza en diversos círculos concéntricos alrededor de un punto central donde se encuentra la iglesia de Saint-Julien et Sainte-Basilisse.
Un primer círculo de casas, de un diámetro aproximado de 75 metros, fue construido durante el siglo XI, rodeado por un foso. Un siglo más tarde, la villa feudal duplica su diámetro, alrededor del antiguo castillo feudal construido en el punto central, en la parte norte de la iglesia, compuesta por unas 242 casas en un diámetro de 150 metros. Durante la Baja Edad Media, la población fue ampliada a un diámetro de 195 metros y construida una muralla que la rodeaba y un  nuevo foso con agua, alimentado por una derivación del río Prouilhe, situación que perdura hasta el siglo XVII, bajo el mandato del barón de Lordat, cuando es derruida la muralla defensiva, el castillo medieval feudal y eliminado el foso.
Ya durante el siglo XIX, la población es ampliada con un nuevo "círculo" exterior de casas continuando la estructura concéntrica, que perdura actualmente, aunque las construcciones posteriores de viviendas de la segunda mitad del siglo XX y algunas de los miembros más prosperos y ricos de la localidad, del XVII, como el castillo de Lordat, no han seguido este plan urbanístico típicamente defensivo de la Edad Media en el Languedoc.

## Demografía
| 2417 | 2733 | 2643 | 2650 | 2899 | 2969 |
| Para los censos de 1962 a 1999 la población legal corresponde a la población sin duplicidades (Fuente: INSEE [Consultar]) |      |      |      |      |      |

## Historia
El pueblo actual se halla edificado encima del antiguo pueblo galo-romano de Eburomagus, sitio estratégico de cruce entre dos antiguas rutas mercantiles, el eje que iba de Narbona a Toulouse con la vía que comunicaba la Montaña Negra con el actual Ariège. Una inscripción del siglo II a. C. confirma la presencia y el culto que ofrecía esta población al Dios Apolo.
Bram como pueblo circular amurallado fue edificado en el siglo XI alrededor del edificio religioso, en un intento de reconversión de la villa en eclesiástica, separándola del antiguo castillo feudal. Solo se podía acceder por una única puerta, situada al este. Es en este periodo cuando el nombre también evoluciona fonéticamente hacía Brom. Aunque posteriormente, en el siglo XII, se edificó de nuevo un castillo feudal (a día de hoy desaparecido) en la parte norte de la iglesia, recuperando su condición de villa feudal.
En el siglo XIII, en Bram, perteneciente a los dominios del condado de Tolosa, había una fuerte implantación del catarismo entre sus habitantes, residiendo en la población diversos Perfectos y Perfectas. En abril de 1210, durante la cruzada albigense, Simón de Montfort tras ocupar Montlaur, tomó la población sin apenas encontrar resistencia en tres días. Pero en un nuevo intento de causar terror psicológico entre la población, tomó por la fuerza a 100 prisioneros de entre los habitantes de este pueblo, les rompió la nariz, orejas, cortó el labio superior y les sacó los ojos a todos, excepto a uno a quien solo dejó tuerto, con el fin de hacer de guía, encaminándolos hacia el Castillo de Cabaret (en Lastours). Vaux de Cernay, cronista francés oficial de los cruzados, explica así este acto: 

El conde Simón de Montfort tomó esta iniciativa, no porque fuera aficionado y le gustaran estas mutilaciones, sino porque sus adversarios habían tomado la iniciativa de las mutilaciones antes
Pierre des Vaux de Cernay

.
Posteriores investigaciones de documentos de la época e inquisicionales han demostrado que solo fueron dos los cruzados mutilados hasta esa fecha por parte de la población.
Tras este sangriento episodio, Bram, reconquistado, estuvo bajo cofeudo de dos señores occitanos en un principio: Olivier de Termes y Jourdain de Saissac, hasta pasar de nuevo a manos de los cruzados en 1211 y depender del monasterio de Prouilhe (Fanjeaux) por decreto del obispo de Toulouse, hasta el siglo XVI, que fue tomado por los hugonotes y adquiridos sus derechos por el barón de Lordat. 
En el siglo XVII, Bram experimentó una fuerte dinamización y prosperidad, empezando a edificarse fuera del recinto amurallado; el propio conde de la región del Lauragais hizo construir su castillo en Lordat con las piedras del anterior castillo medieval. 
Durante todos estos periodos, los cereales eran el gran recurso económico de Bram; en años posteriores a la Revolución francesa se introdujo el cultivo de la vid, cohabitando en cooperativas de agricultores y junto a trabajos artesanales propios de los burgos como herreros, alfareros, favorecidos por su proximidad al Canal du Midi.

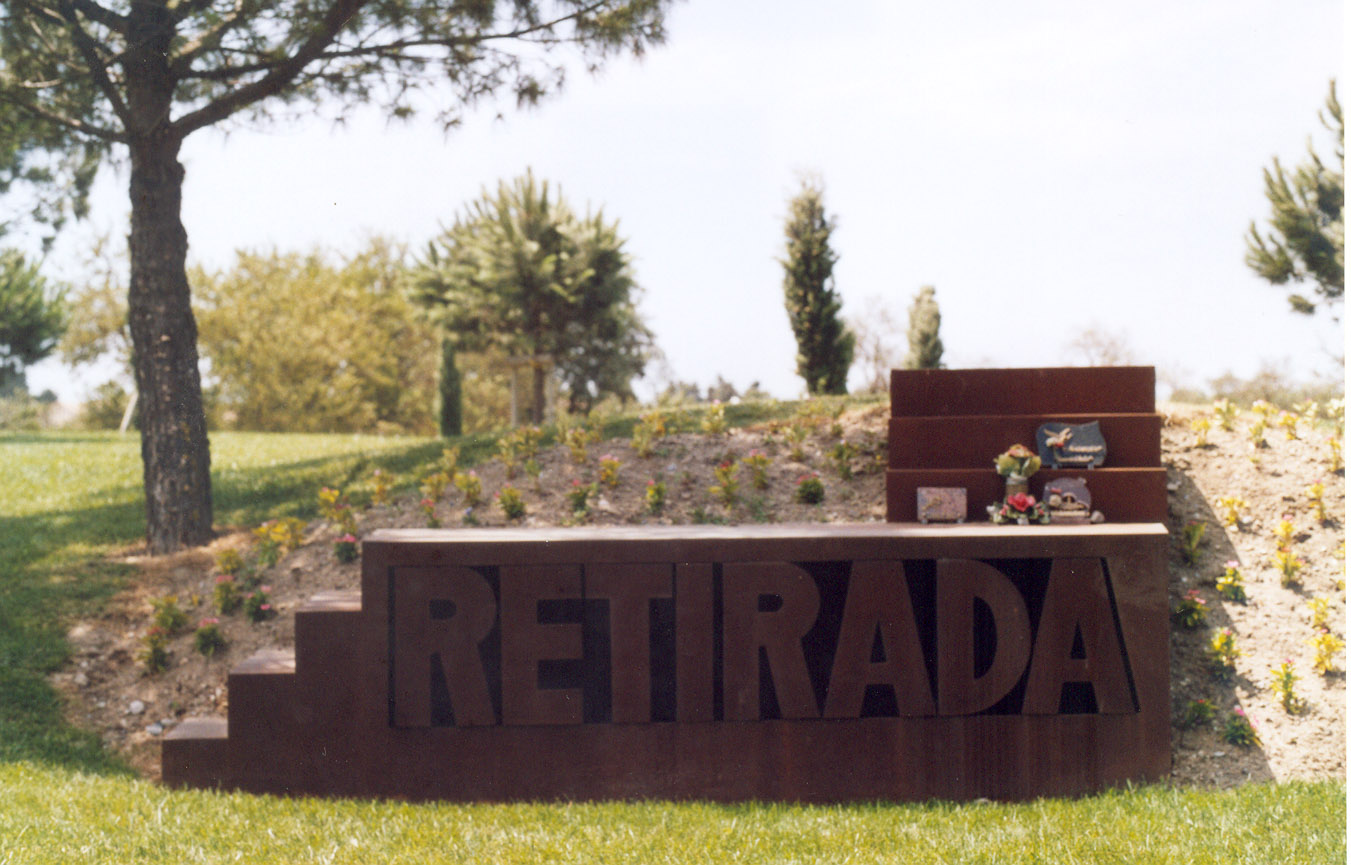
Memorial del campo de concentración de Bram.

La historia contemporánea de Bram se caracteriza por un episodio doloroso: en 1939, al final de la guerra civil española, las autoridades francesas confinaron  republicanos españoles que habían cruzado la frontera escapando del franquismo al caer la Segunda República, en un campo de concentración muy precario; posteriormente la mayoría de los prisioneros fueron trasladados a otros campos como el de Le Barcarès o Rivesaltes. O  forzados a elegir entre ir a reforzar las defensas de Francia en la Línea Maginot o integrarse en la Legión Francesa. Muchos huyeron y formaron el germen de la resistencia gala, convirtiéndose en los maquis galos que lucharon frente a los nazis.

## Lugares de interés
- Museo arqueológico "Eburomagus".
- Iglesia Saint-Julien et Sainte-Basilisse, de estilo gótico del siglo XIII.
- Escultura y placa conmemoratoria situada en el lugar de emplazamiento del desaparecido Campo de confinamiento de Bram.
- Castillo de Lordat, del siglo XVIII, actualmente de propiedad privada.

## Personas destacadas
- Jean Cau (1925- 1993), filósofo, periodista y escritor. Secretario de Jean-Paul Sartre.
- Loís Alibèrt (1884-1959) lingüista occitano, autor de las bases de la normalización lingüística clásica del idioma occitano.
- Pierre Seel está enterrado en el cementerio de Bram.